# Liu Qi
Liu Qi (chiń. 刘奇; ur. 27 lutego 1996) – chińska skoczkini narciarska.

## Przebieg kariery
Na międzynarodowej arenie zadebiutowała 18 lutego 2012 w Libercu podczas zawodów Pucharu Kontynentalnego, oddając skoki na odległość odpowiednio 73,0 m i 75,0 m na skoczni normalnej.
16 lutego 2013 zdobyła pierwsze punkty w konkursie Pucharu Świata kobiet w Ljubnie zajęła 15. miejsce, po skokach na odległość odpowiednio 77,5 m i 79,5 m.

## Mistrzostwa świata
| Miejsce | Dzień     | Rok  | Miejscowość            | Skocznia            | Punkt K | HS     | Konkurs      | Skok 1                  | Skok 2                  | Nota                    | Strata                  | Zwycięzca          |
| ------- | --------- | ---- | ---------------------- | ------------------- | ------- | ------ | ------------ | ----------------------- | ----------------------- | ----------------------- | ----------------------- | ------------------ |
| 40.     | 22 lutego | 2013 | Val di Fiemme/Predazzo | Trampolino Dal Ben  | K-95    | HS-106 | indywid.     | 80,0 m                  | –                       | 66,2 pkt                | 187,5 pkt               | Sarah Hendrickson  |
| NQ      | 20 lutego | 2015 | Falun                  | Lugnet              | K-90    | HS-100 | indywid.     | nie zakwalifikowała się | nie zakwalifikowała się | nie zakwalifikowała się | nie zakwalifikowała się | Carina Vogt        |
| NQ      | 24 lutego | 2017 | Lahti                  | Salpausselkä        | K-90    | HS-100 | indywid.     | nie zakwalifikowała się | nie zakwalifikowała się | nie zakwalifikowała się | nie zakwalifikowała się | Carina Vogt        |
| 24.     | 23 lutego | 2023 | Planica                | Srednja skakalnica  | K-95    | HS-102 | indywid.     | 90,0 m                  | 92,0 m                  | 205,3 pkt               | 43,8 pkt                | Katharina Althaus  |
| 8.      | 25 lutego | 2023 | Planica                | Srednja skakalnica  | K-95    | HS-102 | druż.        | 87,5 m                  | 78,5 m                  | 631,6 pkt (164,2 pkt)   | 212,2 pkt               | Niemcy             |
| 12.     | 26 lutego | 2023 | Planica                | Srednja skakalnica  | K-95    | HS-102 | druż. miesz. | 92,0 m                  | –                       | 382,0 pkt (109,9 pkt)   | 635,2 pkt               | Niemcy             |
| 20.     | 1 marca   | 2023 | Planica                | Bloudkova velikanka | K-125   | HS-138 | indywid.     | 114,0 m                 | 123,5 m                 | 201,1 pkt               | 63,1 pkt                | Alexandria Loutitt |

## Mistrzostwa świata juniorów
| Miejsce | Dzień       | Rok  | Miejscowość | Skocznia       | Punkt K | HS     | Konkurs  | Skok 1 | Skok 2 | Nota                 | Strata    | Zwycięzca      |
| ------- | ----------- | ---- | ----------- | -------------- | ------- | ------ | -------- | ------ | ------ | -------------------- | --------- | -------------- |
| —       | 23 lutego   | 2012 | Erzurum     | Kiremitliktepe | K-95    | HS-109 | indywid. | DSQ    | DSQ    | DSQ                  | DSQ       | Sara Takanashi |
| 7.      | 25 lutego   | 2012 | Erzurum     | Kiremitliktepe | K-95    | HS-109 | druż.    | DSQ    | 84,5 m | 572,5 pkt (86,0 pkt) | 395,5 pkt | Japonia        |
| 25.     | 24 stycznia | 2013 | Liberec     | Ještěd         | K-90    | HS-100 | indywid. | 79,0 m | 82,5 m | 169,0 pkt            | 99,0 pkt  | Sara Takanashi |

## Puchar Świata

### Miejsca w klasyfikacji generalnej
| Sezon     | Miejsce |
| --------- | ------- |
| 2012/2013 | 36.     |
| 2013/2014 | 57.     |
| 2022/2023 | 42.     |
| 2023/2024 | 46.     |

### Miejsca w poszczególnych konkursachPucharu Świata
stan na 23 lutego 2025
| Źródło | Źródło          | Źródło          | Źródło      | Źródło                 | Źródło                 | Źródło       | Źródło       | Źródło     | Źródło  | Źródło     | Źródło     | Źródło     | Źródło       | Źródło       | Źródło      | Źródło     | Źródło     | Źródło     | Źródło     | Źródło    | Źródło    | Źródło    | Źródło      | Źródło      | Źródło | Źródło | Źródło | Źródło | Źródło | Źródło | Źródło | Źródło | Źródło | Źródło | Źródło | Źródło | Źródło | Źródło | Źródło | Źródło | Źródło | Źródło | Źródło | Źródło | Źródło | Źródło | Źródło | Źródło | Źródło |
| --- | --------------- | --------------- | ----------- | ---------------------- | ---------------------- | ------------ | ------------ | ---------- | ------- | ---------- | ---------- | ---------- | ------------ | ------------ | ----------- | ---------- | ---------- | ---------- | ---------- | --------- | --------- | --------- | ----------- | ----------- | ------ | ------ | ------ | ------ | ------ | ------ | ------ | ------ | ------ | ------ | ------ | ------ | ------ | ------ | ------ | ------ | ------ | ------ | ------ | ------ | ------ | ------ | ------ | ------ | ------ |
| Sezon 2012/2013 |                 |                 |             |                        |                        |              |              |            |         |            |            |            |              |              |             |            |            |            |            |           |           |           |             |             |        |        |        |        |        |        |        |        |        |        |        |        |        |        |        |        |        |        |        |        |        |        |        |        |        |
| Lillehammer | Krasnaja Polana | Krasnaja Polana | Ramsau      | Schonach               | Schonach               | Hinterzarten | Hinterzarten | Sapporo    | Sapporo | Zaō        | Zaō        | Ljubno     | Ljubno       | Trondheim    | Oslo        | punkty     | punkty     | punkty     | punkty     | punkty    | punkty    | punkty    | punkty      | punkty      | punkty | punkty | punkty | punkty | punkty | punkty | punkty | punkty | punkty | punkty |        |        |        |        |        |        |        |        |        |        |        |        |        |        |        |
| q | 44              | dq              | 38          | -                      | -                      | -            | -            | -          | -       | -          | -          | 15         | 32           | 7            | -           | 52         | 52         | 52         | 52         | 52        | 52        | 52        | 52          | 52          | 52     | 52     | 52     | 52     | 52     | 52     | 52     | 52     | 52     | 52     |        |        |        |        |        |        |        |        |        |        |        |        |        |        |        |
| Sezon 2013/2014 |                 |                 |             |                        |                        |              |              |            |         |            |            |            |              |              |             |            |            |            |            |           |           |           |             |             |        |        |        |        |        |        |        |        |        |        |        |        |        |        |        |        |        |        |        |        |        |        |        |        |        |
| Lillehammer | Hinterzarten    | Hinterzarten    | Czajkowskij | Czajkowskij            | Sapporo                | Sapporo      | Zaō          | Zaō        | Planica | Planica    | Hinzenbach | Hinzenbach | Râșnov       | Râșnov       | Oslo        | Falun      | Planica    | punkty     | punkty     | punkty    | punkty    | punkty    | punkty      | punkty      | punkty | punkty | punkty | punkty | punkty | punkty | punkty | punkty | punkty | punkty | punkty | punkty |        |        |        |        |        |        |        |        |        |        |        |        |        |
| q | 45              | 36              | 40          | 23                     | -                      | -            | -            | -          | -       | -          | -          | -          | -            | -            | -           | -          | -          | 8          | 8          | 8         | 8         | 8         | 8           | 8           | 8      | 8      | 8      | 8      | 8      | 8      | 8      | 8      | 8      | 8      | 8      | 8      |        |        |        |        |        |        |        |        |        |        |        |        |        |
| Sezon 2014/2015 |                 |                 |             |                        |                        |              |              |            |         |            |            |            |              |              |             |            |            |            |            |           |           |           |             |             |        |        |        |        |        |        |        |        |        |        |        |        |        |        |        |        |        |        |        |        |        |        |        |        |        |
| Lillehammer | Sapporo         | Sapporo         | Zaō         | Oberstdorf             | Oberstdorf             | Hinzenbach   | Hinzenbach   | Râșnov     | Râșnov  | Ljubno     | Ljubno     | Oslo       | punkty       | punkty       | punkty      | punkty     | punkty     | punkty     | punkty     | punkty    | punkty    | punkty    | punkty      | punkty      | punkty | punkty | punkty | punkty | punkty | punkty | punkty |        |        |        |        |        |        |        |        |        |        |        |        |        |        |        |        |        |        |
| - | q               | -               | -           | -                      | -                      | -            | -            | -          | -       | -          | -          | -          | 0            | 0            | 0           | 0          | 0          | 0          | 0          | 0         | 0         | 0         | 0           | 0           | 0      | 0      | 0      | 0      | 0      | 0      | 0      |        |        |        |        |        |        |        |        |        |        |        |        |        |        |        |        |        |        |
| Sezon 2015/2016 |                 |                 |             |                        |                        |              |              |            |         |            |            |            |              |              |             |            |            |            |            |           |           |           |             |             |        |        |        |        |        |        |        |        |        |        |        |        |        |        |        |        |        |        |        |        |        |        |        |        |        |
| Lillehammer | Niżny Tagił     | Niżny Tagił     | Sapporo     | Sapporo                | Zaō                    | Zaō          | Oberstdorf   | Oberstdorf | Oslo    | Hinzenbach | Hinzenbach | Ljubno     | Ljubno       | Lahti        | Ałmaty      | Ałmaty     | punkty     | punkty     | punkty     | punkty    | punkty    | punkty    | punkty      | punkty      | punkty | punkty | punkty | punkty | punkty | punkty | punkty | punkty | punkty | punkty | punkty |        |        |        |        |        |        |        |        |        |        |        |        |        |        |
| q | -               | -               | q           | q                      | 34                     | q            | -            | -          | -       | -          | -          | -          | -            | -            | -           | -          | 0          | 0          | 0          | 0         | 0         | 0         | 0           | 0           | 0      | 0      | 0      | 0      | 0      | 0      | 0      | 0      | 0      | 0      | 0      |        |        |        |        |        |        |        |        |        |        |        |        |        |        |
| Sezon 2016/2017 |                 |                 |             |                        |                        |              |              |            |         |            |            |            |              |              |             |            |            |            |            |           |           |           |             |             |        |        |        |        |        |        |        |        |        |        |        |        |        |        |        |        |        |        |        |        |        |        |        |        |        |
| Lillehammer | Lillehammer     | Niżny Tagił     | Niżny Tagił | Oberstdorf             | Oberstdorf             | Sapporo      | Sapporo      | Zaō        | Zaō     | Râșnov     | Râșnov     | Hinzenbach | Hinzenbach   | Ljubno       | Ljubno      | Pjongczang | Pjongczang | Oslo       | punkty     | punkty    | punkty    | punkty    | punkty      | punkty      | punkty | punkty | punkty | punkty | punkty | punkty | punkty | punkty | punkty | punkty | punkty | punkty | punkty |        |        |        |        |        |        |        |        |        |        |        |        |
| q | q               | -               | -           | -                      | -                      | q            | q            | q          | q       | 41         | 40         | 38         | 40           | q            | q           | -          | -          | -          | 0          | 0         | 0         | 0         | 0           | 0           | 0      | 0      | 0      | 0      | 0      | 0      | 0      | 0      | 0      | 0      | 0      | 0      | 0      |        |        |        |        |        |        |        |        |        |        |        |        |
| Sezon 2022/2023 |                 |                 |             |                        |                        |              |              |            |         |            |            |            |              |              |             |            |            |            |            |           |           |           |             |             |        |        |        |        |        |        |        |        |        |        |        |        |        |        |        |        |        |        |        |        |        |        |        |        |        |
| Wisła | Wisła           | Lillehammer     | Lillehammer | Titisee-Neustadt       | Villach                | Villach      | Ljubno       | Ljubno     | Sapporo | Sapporo    | Zaō        | Zaō        | Hinterzarten | Hinterzarten | Willingen   | Willingen  | Hinzenbach | Hinzenbach | Râșnov     | Râșnov    | Oslo      | Oslo      | Lillehammer | Lillehammer | Lahti  | punkty |        |        |        |        |        |        |        |        |        |        |        |        |        |        |        |        |        |        |        |        |        |        |        |
| - | -               | -               | -           | -                      | -                      | -            | -            | -          | q       | 36         | 29         | 33         | 8            | 30           | -           | -          | 24         | 36         | -          | -         | -         | -         | -           | -           | -      | 42     |        |        |        |        |        |        |        |        |        |        |        |        |        |        |        |        |        |        |        |        |        |        |        |
| Sezon 2023/2024 |                 |                 |             |                        |                        |              |              |            |         |            |            |            |              |              |             |            |            |            |            |           |           |           |             |             |        |        |        |        |        |        |        |        |        |        |        |        |        |        |        |        |        |        |        |        |        |        |        |        |        |
| Lillehammer | Lillehammer     | Engelberg       | Engelberg   | Garmisch-Partenkirchen | Oberstdorf             | Villach      | Villach      | Sapporo    | Sapporo | Zaō        | Ljubno     | Ljubno     | Willingen    | Willingen    | Hinzenbach  | Hinzenbach | Lahti      | Oslo       | Oslo       | Trondheim | Trondheim | Vikersund | Planica     | punkty      | punkty | punkty | punkty | punkty | punkty | punkty | punkty | punkty | punkty | punkty | punkty | punkty | punkty | punkty | punkty | punkty | punkty | punkty |        |        |        |        |        |        |        |
| - | -               | -               | -           | -                      | -                      | -            | -            | 21         | 30      | -          | -          | -          | -            | -            | 25          | 29         | -          | -          | -          | -         | -         | -         | -           | 19          | 19     | 19     | 19     | 19     | 19     | 19     | 19     | 19     | 19     | 19     | 19     | 19     | 19     | 19     | 19     | 19     | 19     | 19     |        |        |        |        |        |        |        |
| Sezon 2024/2025 |                 |                 |             |                        |                        |              |              |            |         |            |            |            |              |              |             |            |            |            |            |           |           |           |             |             |        |        |        |        |        |        |        |        |        |        |        |        |        |        |        |        |        |        |        |        |        |        |        |        |        |
| Lillehammer | Lillehammer     | Zhangjiakou     | Zhangjiakou | Engelberg              | Garmisch-Partenkirchen | Oberstdorf   | Villach      | Villach    | Sapporo | Sapporo    | Zaō        | Zaō        | Willingen    | Lake Placid  | Lake Placid | Ljubno     | Ljubno     | Hinzenbach | Hinzenbach | Oslo      | Vikersund | Vikersund | Lahti       | Lahti       | punkty | punkty | punkty | punkty | punkty | punkty | punkty | punkty | punkty | punkty | punkty | punkty | punkty | punkty | punkty | punkty | punkty | punkty | punkty |        |        |        |        |        |        |
| 28 | 31              | 34              | 30          | -                      | 28                     | q            | 14           | 15         | 29      | 26         | q          | 39         | -            | -            | -           | 21         | 28         | 10         | 31         |           |           |           |             |             | 87     | 87     | 87     | 87     | 87     | 87     | 87     | 87     | 87     | 87     | 87     | 87     | 87     | 87     | 87     | 87     | 87     | 87     | 87     |        |        |        |        |        |        |
| Legenda |                 |                 |             |                        |                        |              |              |            |         |            |            |            |              |              |             |            |            |            |            |           |           |           |             |             |        |        |        |        |        |        |        |        |        |        |        |        |        |        |        |        |        |        |        |        |        |        |        |        |        |
| 1 2 3 4-10 11-30 poniżej 30 dq – dyskwalifikacja q – dyskwalifikacja w kwalifikacjach q – zawodniczka nie zakwalifikowała się - – zawodniczka nie wystartowała |                 |                 |             |                        |                        |              |              |            |         |            |            |            |              |              |             |            |            |            |            |           |           |           |             |             |        |        |        |        |        |        |        |        |        |        |        |        |        |        |        |        |        |        |        |        |        |        |        |        |        |

### Turniej Dwóch Nocy

#### Miejsca w klasyfikacji generalnej
| Sezon     | Miejsce |
| --------- | ------- |
| 2024/2025 | 33.     |

## Letnie Grand Prix

### Miejsca w klasyfikacji generalnej
| Sezon | Miejsce |
| ----- | ------- |
| 2023  | 13.     |
| 2024  | 12.     |

### Miejsca w poszczególnych konkursachLGP
stan po zakończeniu LGP 2024
| Źródło | Źródło           | Źródło        | Źródło        | Źródło            | Źródło       | Źródło            | Źródło | Źródło | Źródło | Źródło | Źródło | Źródło | Źródło | Źródło | Źródło | Źródło | Źródło | Źródło | Źródło | Źródło | Źródło | Źródło | Źródło | Źródło | Źródło | Źródło |
| --- | ---------------- | ------------- | ------------- | ----------------- | ------------ | ----------------- | ------ | ------ | ------ | ------ | ------ | ------ | ------ | ------ | ------ | ------ | ------ | ------ | ------ | ------ | ------ | ------ | ------ | ------ | ------ | ------ |
| 2023 |                  |               |               |                   |              |                   |        |        |        |        |        |        |        |        |        |        |        |        |        |        |        |        |        |        |        |        |
| Courchevel 29.07 | Courchevel 30.07 | Szczyrk 05.08 | Szczyrk 06.08 | Râșnov 23.09      | Râșnov 24.09 | Klingenthal 07.10 | punkty | punkty | punkty | punkty | punkty | punkty | punkty | punkty | punkty | punkty | punkty | punkty | punkty | punkty | punkty | punkty | punkty | punkty | punkty |        |
| 13 | 11               | 5             | 10            | -                 | -            | -                 | 115    | 115    | 115    | 115    | 115    | 115    | 115    | 115    | 115    | 115    | 115    | 115    | 115    | 115    | 115    | 115    | 115    | 115    | 115    |        |
| 2024 |                  |               |               |                   |              |                   |        |        |        |        |        |        |        |        |        |        |        |        |        |        |        |        |        |        |        |        |
| Courchevel 13.08 | Courchevel 14.08 | Râșnov 21.09  | Râșnov 22.09  | Klingenthal 05.10 | punkty       | punkty            | punkty | punkty | punkty | punkty | punkty | punkty | punkty | punkty | punkty | punkty | punkty | punkty | punkty | punkty | punkty | punkty | punkty |        |        |        |
| 13 | 7                | 11            | 14            | -                 | 98           | 98                | 98     | 98     | 98     | 98     | 98     | 98     | 98     | 98     | 98     | 98     | 98     | 98     | 98     | 98     | 98     | 98     | 98     |        |        |        |
| Legenda |                  |               |               |                   |              |                   |        |        |        |        |        |        |        |        |        |        |        |        |        |        |        |        |        |        |        |        |
| 1 2 3 4-10 11-30 poniżej 30 dq – dyskwalifikacja q – dyskwalifikacja w kwalifikacjach q – zawodniczka nie zakwalifikowała się - – zawodniczka nie wystartowała |                  |               |               |                   |              |                   |        |        |        |        |        |        |        |        |        |        |        |        |        |        |        |        |        |        |        |        |

## Puchar Interkontynentalny

### Miejsca na podium w konkursach indywidualnych Pucharu Interkontynentalnego chronologicznie
| Lp. | Dzień     | Rok  | Miejscowość | Skocznia  | Punkt K | HS     | Skok 1 | Skok 2 | Nota      | Lok. | Strata   | Zwyciężczyni     |
| --- | --------- | ---- | ----------- | --------- | ------- | ------ | ------ | ------ | --------- | ---- | -------- | ---------------- |
| 1.  | 7 grudnia | 2024 | Zhangjiakou | Snow Ruyi | K-95    | HS-106 | 95,0 m | 89,0 m | 191,3 pkt | 2.   | 53,8 pkt | Katharina Schmid |

### Miejsca w poszczególnych konkursachPucharu Interkontynentalnego
stan na 15 grudnia 2024
| Źródło                                                                            | Źródło            | Źródło        | Źródło        | Źródło      | Źródło      | Źródło              | Źródło              | Źródło       | Źródło       | Źródło        | Źródło        | Źródło      | Źródło      | Źródło | Źródło | Źródło | Źródło | Źródło | Źródło | Źródło | Źródło | Źródło | Źródło | Źródło | Źródło | Źródło | Źródło | Źródło | Źródło | Źródło | Źródło | Źródło | Źródło | Źródło | Źródło | Źródło | Źródło | Źródło | Źródło |
| --------------------------------------------------------------------------------- | ----------------- | ------------- | ------------- | ----------- | ----------- | ------------------- | ------------------- | ------------ | ------------ | ------------- | ------------- | ----------- | ----------- | ------ | ------ | ------ | ------ | ------ | ------ | ------ | ------ | ------ | ------ | ------ | ------ | ------ | ------ | ------ | ------ | ------ | ------ | ------ | ------ | ------ | ------ | ------ | ------ | ------ | ------ |
| 2024/2025                                                                         |                   |               |               |             |             |                     |                     |              |              |               |               |             |             |        |        |        |        |        |        |        |        |        |        |        |        |        |        |        |        |        |        |        |        |        |        |        |        |        |        |
| Zhangjiakou HS106                                                                 | Zhangjiakou HS106 | Notodden HS98 | Notodden HS98 | Falun HS100 | Falun HS100 | Bischofshofen HS142 | Bischofshofen HS142 | Villach HS98 | Villach HS98 | Oberhof HS100 | Oberhof HS100 | Lahti HS116 | Lahti HS116 | punkty | punkty | punkty | punkty | punkty | punkty | punkty | punkty | punkty | punkty | punkty | punkty | punkty | punkty | punkty | punkty | punkty | punkty | punkty |        |        |        |        |        |        |        |
| 2                                                                                 | 6                 | -             | -             |             |             |                     |                     |              |              |               |               |             |             | 120    | 120    | 120    | 120    | 120    | 120    | 120    | 120    | 120    | 120    | 120    | 120    | 120    | 120    | 120    | 120    | 120    | 120    | 120    |        |        |        |        |        |        |        |
| Legenda                                                                           |                   |               |               |             |             |                     |                     |              |              |               |               |             |             |        |        |        |        |        |        |        |        |        |        |        |        |        |        |        |        |        |        |        |        |        |        |        |        |        |        |
| 1 2 3 4-10 11-30 poniżej 30 dq – dyskwalifikacja - – zawodniczka nie wystartowała |                   |               |               |             |             |                     |                     |              |              |               |               |             |             |        |        |        |        |        |        |        |        |        |        |        |        |        |        |        |        |        |        |        |        |        |        |        |        |        |        |

## Puchar Kontynentalny

### Miejsca w klasyfikacji generalnej
| Sezon     | Miejsce |
| --------- | ------- |
| 2011/2012 | 61.     |

### Miejsca w poszczególnych konkursachPucharu Kontynentalnego
| Źródło                                                                            | Źródło    | Źródło   | Źródło   | Źródło   | Źródło   | Źródło  | Źródło | Źródło | Źródło | Źródło | Źródło | Źródło | Źródło | Źródło | Źródło | Źródło | Źródło | Źródło | Źródło | Źródło | Źródło | Źródło | Źródło | Źródło | Źródło | Źródło | Źródło | Źródło | Źródło | Źródło | Źródło | Źródło | Źródło | Źródło | Źródło | Źródło | Źródło | Źródło | Źródło |
| --------------------------------------------------------------------------------- | --------- | -------- | -------- | -------- | -------- | ------- | ------ | ------ | ------ | ------ | ------ | ------ | ------ | ------ | ------ | ------ | ------ | ------ | ------ | ------ | ------ | ------ | ------ | ------ | ------ | ------ | ------ | ------ | ------ | ------ | ------ | ------ | ------ | ------ | ------ | ------ | ------ | ------ | ------ |
| Sezon 2011/2012                                                                   |           |          |          |          |          |         |        |        |        |        |        |        |        |        |        |        |        |        |        |        |        |        |        |        |        |        |        |        |        |        |        |        |        |        |        |        |        |        |        |
| Rovaniemi                                                                         | Rovaniemi | Notodden | Notodden | Zakopane | Zakopane | Liberec | punkty | punkty | punkty | punkty | punkty | punkty | punkty | punkty | punkty | punkty | punkty | punkty | punkty | punkty | punkty | punkty | punkty | punkty | punkty |        |        |        |        |        |        |        |        |        |        |        |        |        |        |
| -                                                                                 | -         | -        | -        | -        | -        | 20      | 11     | 11     | 11     | 11     | 11     | 11     | 11     | 11     | 11     | 11     | 11     | 11     | 11     | 11     | 11     | 11     | 11     | 11     | 11     |        |        |        |        |        |        |        |        |        |        |        |        |        |        |
| Sezon 2016/2017                                                                   |           |          |          |          |          |         |        |        |        |        |        |        |        |        |        |        |        |        |        |        |        |        |        |        |        |        |        |        |        |        |        |        |        |        |        |        |        |        |        |
| Notodden                                                                          | Notodden  | punkty   | punkty   | punkty   | punkty   | punkty  | punkty | punkty | punkty | punkty | punkty | punkty | punkty | punkty | punkty | punkty | punkty | punkty | punkty | punkty |        |        |        |        |        |        |        |        |        |        |        |        |        |        |        |        |        |        |        |
| -                                                                                 | 43        | 0        | 0        | 0        | 0        | 0       | 0      | 0      | 0      | 0      | 0      | 0      | 0      | 0      | 0      | 0      | 0      | 0      | 0      | 0      |        |        |        |        |        |        |        |        |        |        |        |        |        |        |        |        |        |        |        |
| Legenda                                                                           |           |          |          |          |          |         |        |        |        |        |        |        |        |        |        |        |        |        |        |        |        |        |        |        |        |        |        |        |        |        |        |        |        |        |        |        |        |        |        |
| 1 2 3 4-10 11-30 poniżej 30 dq – dyskwalifikacja - – zawodniczka nie wystartowała |           |          |          |          |          |         |        |        |        |        |        |        |        |        |        |        |        |        |        |        |        |        |        |        |        |        |        |        |        |        |        |        |        |        |        |        |        |        |        |

## Letni Puchar Kontynentalny

### Miejsca w klasyfikacji generalnej
| Sezon | Miejsce |
| ----- | ------- |
| 2015  | 35.     |

### Miejsca w poszczególnych konkursachLetniego Pucharu Kontynentalnego
| Źródło                                                                            | Źródło         | Źródło | Źródło | Źródło | Źródło | Źródło | Źródło | Źródło | Źródło | Źródło | Źródło | Źródło | Źródło | Źródło | Źródło | Źródło | Źródło | Źródło | Źródło | Źródło | Źródło | Źródło | Źródło | Źródło | Źródło | Źródło |
| --------------------------------------------------------------------------------- | -------------- | ------ | ------ | ------ | ------ | ------ | ------ | ------ | ------ | ------ | ------ | ------ | ------ | ------ | ------ | ------ | ------ | ------ | ------ | ------ | ------ | ------ | ------ | ------ | ------ | ------ |
| 2015                                                                              |                |        |        |        |        |        |        |        |        |        |        |        |        |        |        |        |        |        |        |        |        |        |        |        |        |        |
| Oberwiesenthal                                                                    | Oberwiesenthal | Oslo   | Oslo   | punkty | punkty | punkty | punkty | punkty | punkty | punkty | punkty | punkty | punkty | punkty | punkty | punkty | punkty | punkty | punkty | punkty | punkty | punkty |        |        |        |        |
| 13                                                                                | -              | -      | -      | 20     | 20     | 20     | 20     | 20     | 20     | 20     | 20     | 20     | 20     | 20     | 20     | 20     | 20     | 20     | 20     | 20     | 20     | 20     |        |        |        |        |
| Legenda                                                                           |                |        |        |        |        |        |        |        |        |        |        |        |        |        |        |        |        |        |        |        |        |        |        |        |        |        |
| 1 2 3 4-10 11-30 poniżej 30 dq – dyskwalifikacja - – zawodniczka nie wystartowała |                |        |        |        |        |        |        |        |        |        |        |        |        |        |        |        |        |        |        |        |        |        |        |        |        |        |

## FIS Cup

### Miejsca w klasyfikacji generalnej
| Sezon     | Miejsce |
| --------- | ------- |
| 2019/2020 | 100.    |

### Miejsca w poszczególnych konkursachFIS Cupu
| Źródło                                                                            | Źródło  | Źródło      | Źródło      | Źródło | Źródło | Źródło | Źródło | Źródło  | Źródło  | Źródło         | Źródło         | Źródło    | Źródło    | Źródło  | Źródło  | Źródło | Źródło | Źródło | Źródło | Źródło | Źródło | Źródło | Źródło | Źródło | Źródło | Źródło | Źródło | Źródło | Źródło | Źródło | Źródło | Źródło | Źródło | Źródło | Źródło | Źródło | Źródło | Źródło | Źródło |
| --------------------------------------------------------------------------------- | ------- | ----------- | ----------- | ------ | ------ | ------ | ------ | ------- | ------- | -------------- | -------------- | --------- | --------- | ------- | ------- | ------ | ------ | ------ | ------ | ------ | ------ | ------ | ------ | ------ | ------ | ------ | ------ | ------ | ------ | ------ | ------ | ------ | ------ | ------ | ------ | ------ | ------ | ------ | ------ |
| Sezon 2019/2020                                                                   |         |             |             |        |        |        |        |         |         |                |                |           |           |         |         |        |        |        |        |        |        |        |        |        |        |        |        |        |        |        |        |        |        |        |        |        |        |        |        |
| Szczyrk                                                                           | Szczyrk | Szczuczyńsk | Szczuczyńsk | Ljubno | Ljubno | Râșnov | Râșnov | Villach | Villach | Oberwiesenthal | Oberwiesenthal | Rastbüchl | Rastbüchl | Villach | Villach | punkty | punkty | punkty | punkty | punkty | punkty | punkty | punkty | punkty | punkty | punkty | punkty | punkty | punkty | punkty | punkty | punkty | punkty | punkty |        |        |        |        |        |
| -                                                                                 | -       | -           | -           | -      | -      | -      | -      | -       | -       | -              | -              | -         | -         | 27      | 25      | 10     | 10     | 10     | 10     | 10     | 10     | 10     | 10     | 10     | 10     | 10     | 10     | 10     | 10     | 10     | 10     | 10     | 10     | 10     |        |        |        |        |        |
| Legenda                                                                           |         |             |             |        |        |        |        |         |         |                |                |           |           |         |         |        |        |        |        |        |        |        |        |        |        |        |        |        |        |        |        |        |        |        |        |        |        |        |        |
| 1 2 3 4-10 11-30 poniżej 30 dq – dyskwalifikacja - – zawodniczka nie wystartowała |         |             |             |        |        |        |        |         |         |                |                |           |           |         |         |        |        |        |        |        |        |        |        |        |        |        |        |        |        |        |        |        |        |        |        |        |        |        |        |